# Wilson Allen Wallis
Wilson Allen Wallis (5 novembre 1912 – 12 octobre 1998) est un économiste et statisticien Américain, connu pour avoir servi en tant que président de l'Université de Rochester et avoir développé le test de Kruskal-Wallis avec William Kruskal.

## Prix et distinctions
Il est lauréat en 1980 du Prix Samuel-Wilks